# Perdita wislizeniae
Perdita wislizeniae är en biart som beskrevs av Timberlake 1964. Perdita wislizeniae ingår i släktet Perdita och familjen grävbin. Inga underarter finns listade i Catalogue of Life.